# PAM-Kino
PAM-Kinos waren ein deutsches Sexkino-Franchise.

## Hintergrund
Eine 1974 vom Deutschen Bundestag verabschiedete Reform des § 184 StGB, die am 27. Januar 1975 in Kraft trat, ermöglichte die bis dahin verbotene Vorführung von Pornofilmen, sofern diese nicht zur weiterhin illegalen harten Pornografie zählten. Das Gesetz untersagte jedoch die Vorführung pornografischer Filme als Hauptzweck eines Kinounternehmens mit der Formulierung, dass sich strafbar mache, wer einen solchen Film:
„… in einer öffentlichen Filmvorführung gegen ein Entgelt zeigt, das ganz oder überwiegend für diese Vorführung verlangt wird“.

## Die PAM-Kinos
Unter dem Zeichen pam pam entstand daraufhin eine Filialkette von Porno-Kino-Kneipen, in denen Pornofilme aus amerikanischer Produktion gezeigt wurden. Der Filmkaufmann und Kinobesitzer Heinz Riech war einer der Ersten, der auf die veränderte Situation reagierte, indem er sieben seiner Sexfilm-Kinos an die pam-Gruppe veräußerte.

Typische Zeitungsanzeige eines PAM-Kinos, hier für das Atelier in Lübeck (1975)

Der Dortmunder Filmverleih Bauer KG nutzte die lange vorbereitete Neufassung des § 184, um schon frühzeitig ein Pornokino-Konzept zu entwickeln, das dem Wortlaut des Gesetzes entsprach und dennoch ausschließlich auf die lukrative Vorführung von Pornofilmen ausgerichtet war. Dazu wurden bereits 1975 52 Kinos für die pam-Gruppe unter Vertrag genommen. Die Kinos waren als Schankbetriebe lizenziert. Die Gäste entrichteten einen Eintrittspreis von 10 bis 12 D-Mark, von denen nominell etwa 60 % auf das Getränk entfielen, das der Kinobesucher auswählen konnte. Auf diese Weise war gewährleistet, dass zumindest rechnerisch die Einnahmen überwiegend aus dem Ausschank, nicht jedoch aus der Vorführung der Filme stammten.
Die Bauer KG erwarb die Rechte an einer großen Zahl in den USA gedrehter Pornofilme, deren Vorführung in Deutschland nunmehr legal war und die in ihrer Darstellung von Sexualität ungleich expliziter waren als die bereits zulässigen und weithin bekannten Softsexfilme aus deutscher und schwedischer Produktion. Diese gefragten Filme verlieh die Bauer KG ausschließlich an Kinos, deren Betreiber das als PAM-Kino bezeichnete Franchise von ihnen lizenziert hatten. Um den Markt nicht zu übersättigen, vergab die Bauer KG in keine Stadt mehr als eine Lizenz – nur die Großstädte Hamburg, West-Berlin und München stellten Ausnahmen dar.
Da die Werbung für Pornofilme unter ausdrücklichem Hinweis auf ihren pornografischen Charakter weiterhin untersagt war, nannten Aushang und Anzeigen der PAM-Kinos die Filmtitel nicht. Üblich war stattdessen die Formulierung Filmsensation aus USA mit dem Hinweis, dass der Titel an der Kasse erfragt werden könne. Ebenfalls wegen des Werbeverbots für Pornografie wurde nicht bekanntgemacht, wofür die drei Buchstaben PAM standen. Die PAM-Kinos selbst wurden als Gastronomie + Kino beworben, um auch hier den vorgeblichen gastronomischen Hauptzweck des Unternehmens in den Vordergrund zu rücken.
Einige deutsche Sexfilm-Geschäftsleute versuchten mit der pam-Kette zu konkurrieren. So eröffnete Alois Brummer unter dem Signum Tam Tam eigene Porno-Kinos.
Als möglicherweise letztes ehemaliges franchise machte 2015 das Passauer PAM-Kino dicht. Es bestand seit Mitte der 1970er Jahre (am letzten Standort, mit nurmehr zwölf Sitzen, seit 1990), der Betreiber war zum Zeitpunkt der Geschäftsaufgabe 85 Jahre alt.  Zuletzt betrug der Eintritt inklusive Getränk €5.